# In the Shadow (film)
Pour les articles homonymes, voir In the Shadow.
In the Shadow (en tchèque : Ve stínu) est un film policier tchèque réalisé par David Ondříček sorti en 2012. Le film a été sélectionné comme entrée tchèque pour l'Oscar du meilleur film en langue étrangère à la 85e cérémonie des Oscars, mais n'a pas été repris dans la liste finale.

## Distribution
- Ivan Trojan : Capitaine Hakl
- Sebastian Koch : Major Zenke
- Soňa Norisová : Jitka
- Jiří Štěpnička : Pánek
- David Švehlík : Beno
- Marek Taclík : Bareš
- Filip Antonio : Tom
- Martin Myšička : Jílek
- Miroslav Krobot : Kirsch
- Halka Třešňáková : le traducteur

## Distinctions
In the Shadow  a remporté neuf Lions tchèques et deux autres ont été remportés par Sonia Norisová (celui de la meilleure actrice dans un rôle principal) et par Sebastian Koch (meilleur acteur dans un second rôle). Le film a été présenté pendant les Journées du Film slovaque à Moscou en 2014 (traducteurs Diana Shvedova et Andrey Efremov). 